# Doan Viet Hoat
Doan Viet Hoat (vietnameză: Đoàn Viết Hoạt; n. 24 decembrie 1942, Hà Tây⁠(d), Vietnam – d. 14 mai 2025, Fountain Valley⁠(d), California, SUA) a fost un jurnalist, pedagog și luptător pentru drepturile omului vietnamez.

## Biografie
Născut într-un sat în apropiere de Hanoi, Doan Viet Hoat și-a luat doctoratul în pedagogie și administrație universitară la Florida State University în 1971. În același an s-a întors în Vietnam, unde a predat și ulterior a devenit rector adjunct al universității budiste Van Hanh.
Când Vietnamul de Nord a ocupat Vietnamul de Sud în 1975, universitatea Van Hanh a fost confiscată de noul guvern comunist, clădirea fiind transformată în cămin.
În 1976 Doan a fost arestat împreună cu alți intelectuali care avuseseră legături cu SUA. A fost trimis, fără a fi judecat, înt-un centru de reeducare, unde a stat timp de 12 ani. A fost eliberat în 1988 ca urmare a unei înțelegeri între Vietnam și SUA, care prevedea închiderea tuturor centrelor de reeducare din Vietnam în schimbul normalizării relațiilor cu SUA. Cu toate că prietenii îl sfătuiseră să emigreze în SUA, unde se aflau doi dintre frații săi, Doan a ales să rămână în Vietnam și să militeze pentru drepturile omului. La scurt timp după eliberarea din gulag a publicat samizdatul Dien Dan Tu Do („Forumul libertății”). Pentru acest lucru a fost arestat în noiembrie 1990, iar în martie 1993 Doan a fost condamnat la 20 de ani închisoare, fiind acuzat de „formarea unei organizații reacționare” și „conspirația de a da jos guvernul”. După recurs, în iulie 1993, pedeapsa lui Doan a fost redusă la 15 ani închisoare.
Datorită protestelor internaționale, Doan a fost eliberat din închisoare înainte de ispășirea completă a pedepsei, și apoi a fost expulzat din Vietnam la data de 28 august 1998. SUA i-a acordat cetățenie americană și 7 zile mai târziu și-a revăzut familia când a sosit la Aeroportul Internațional Los Angeles.
În 2012 era „scholar-in-residence” la Catholic University of America din Washington, D.C..

## Premii și distincții
- 1993: International Press Freedom Award, decernat de Committee to Protect Journalists,[9]
- 1994: PEN/Barbara Goldsmith Freedom to Write Award, decernat de PEN American Center[10]
- 1995: Robert F. Kennedy Human Rights Award, împreună cu Kailash Satyarthi.
- 1998: Golden Pen of Freedom, decernat de World Association of Newspapers [11]
- 2000: International Press Institute l-a numit unul din 50 de World Press Freedom Heroes ai secolului al XX-lea.